# Laura Paredes
Laura Paredes (Avellaneda, provincia de Buenos Aires; 16 de agosto de 1980) es una actriz y guionista argentina.
Su trabajo en Argentina, 1985 le valió una nominación en la 71° edición de los Premios Cóndor de Plata a mejor actriz de reparto. Además también recibió aclamación de la crítica internacional por su rol como protagonista y coguionista de la cinta estrenada el mismo año Trenque Lauquen. Paredes recibió la distinción a mejor guion original junto a la directora Laura Citarella en la 20° edición de los Premios de la Sociedad Internacional de Cinéfilos celebrada en febrero de 2023. Dichos premios celebran lo mejor del cine en todo el mundo anualmente. Trenque Lauquen también logró ganar el premio a mejor reparto, mejor dirección, y mejor película de 2022, siendo la segunda vez que una película argentina gana en dicha categoría desde que se crearon los premios en 2004, después de Zama de Lucrecia Martel en 2019.

## Filmografía
| Año  | Título                                  | Notas        |
| ---- | --------------------------------------- | ------------ |
| 2025 | ¡Caigan las rosas blancas!              |              |
| 2024 | El affaire Miu Miu                      | Cortometraje |
| 2023 | Trenque Lauquen                         |              |
| 2023 | Los delincuentes                        |              |
| 2022 | Argentina, 1985                         |              |
| 2022 | Matrimillas                             |              |
| 2022 | Clementina                              |              |
| 2021 | Álbum para la juventud                  |              |
| 2020 | Corresponsal francés                    | Cortometraje |
| 2019 | El cuidado de los otros                 |              |
| 2019 | Claudia                                 |              |
| 2018 | La flor                                 |              |
| 2017 | Cetáceos                                |              |
| 2016 | Los globos                              |              |
| 2016 | Hermia & Helena                         |              |
| 2016 | La larga noche de Francisco Sanctis     |              |
| 2014 | Dos disparos                            |              |
| 2014 | La princesa de Francia                  |              |
| 2012 | Viola                                   |              |
| 2011 | Ostende                                 |              |
| 2011 | El estudiante                           |              |
| 2010 | El cielo elegido                        |              |
| 2004 | Cuadro místico: 1000 metros bajo tierra |              |

| Año  | Título                  | Notas |
| ---- | ----------------------- | ----- |
| 2023 | Blondi                  |       |
| 2022 | Soy tu fan: la película |       |
| 2022 | Trenque Lauquen         |       |

## Premios y nominaciones
| Año  | Premio                                                    | Categoría               | Película                            | Resultado | Ref.  |
| ---- | --------------------------------------------------------- | ----------------------- | ----------------------------------- | --------- | ----- |
| 2017 | Premios Cóndor de Plata                                   | Mejor actriz de reparto | La larga noche de Francisco Sanctis | Nominada  | [ 3 ] |
| 2018 | Buenos Aires Festival Internacional de Cine Independiente | Mejor actriz            | La flor                             | Ganadora  | [ 4 ] |
| 2023 | Premios de la Sociedad Internacional de Cinéfilos         | Mejor guion original    | Trenque Lauquen                     | Ganadora  | [ 2 ] |
| 2023 | Premios de la Sociedad Internacional de Cinéfilos         | Mejor reparto           | Trenque Lauquen                     | Ganadora  | [ 2 ] |
| 2023 | Premios Cóndor de Plata                                   | Mejor actriz de reparto | Argentina, 1985                     | Ganadora  | [ 5 ] |